# Болонье (озеро)
Боло́нье — озеро в Мошенском муниципальном округе Новгородской области России. Представляет собой пойменный разлив рек Уверь, Съежа, Редеха и Медведа. В силу этого площадь поверхности значительно изменяется по сезонам года, постоянная береговая линия отсутствует, а само озеро находится в стадии заболачивания.

## Этимология
«Болонье — низменная луговая равнина у реки или озера» (словарь В. И. Даля).

## Описание
Высота над уровнем моря — 131 м. Площадь поверхности — 2,6 км². Предположительно, в XIX веке занимало бо́льшую территорию, поскольку в словаре Брокгауза и Ефрона указано: 
Болонье — озеро в Боровичском у. Новгородской губ., занимает 15,1 кв. в.
Находится в 43 км к юго-востоку от Боровичей. На восточном берегу озера расположилась деревня Заозерицы, окружённая сосновым лесом.
В озеро впадает река Медведа. Также сток осуществляется в реки Уверь и Съежа. Берега у озера низкие, заболоченные. Летом в межень остаётся лишь большое низинное осоково-хвощовое болото с небольшими остаточными водоёмами. Форма озера овальная, вытянутая с юга на север.

## Данные водного реестра
По данным государственного водного реестра России и геоинформационной системы водохозяйственного районирования территории РФ, подготовленной Федеральным агентством водных ресурсов:
- Бассейновый округ — Балтийский
- Речной бассейн — Нева (включая бассейны рек Онежского и Ладожского озера)
- Речной подбассейн — Волхов (российская часть бассейна)
- Водохозяйственный участок — Мста без реки Шлина от истока до Вышневолоцкого гидроузла
- Код водного объекта — 01040200211102000021993